# Latin American Journal of Sedimentology and Basin Analysis
La Revista latinoamericana de Sedimentología y Análisis de Cuenca (anteriormente Revista de la Asociación Argentina de Sedimentología) es una revista científica revisada y publicada semestralmente por el Asociación Argentina de Sedimentología. 

## Alcance
La revista cubre el campo de sedimentología, rocas sedimentarias, dinámica sedimentaria y el análisis de las cuencas, así como otras disciplinas asociadas. Se publica semestramente, en julio y en diciembre, en español, inglés y portugués.